# Il re pescatore
Il re pescatore (The Drawing of the Dark) è un romanzo fantasy di Tim Powers scritto nel 1979, edito in Italia dalla Editrice Nord, ed ambientato nel 1529 a Vienna, durante il primo assedio da parte dei Turchi.
Il romanzo riesce a mescolare temi storico-religiosi (il pericolo dell'avanzata dell'Islam in Europa) a temi mitologici (le saghe nordiche, il mito di Re Artù e del Re Pescatore).
La narrazione, che segue le avventure di Duffy Brian, apparentemente un semplice soldato di ventura, è avvincente ed offre una affascinante ricostruzione delle tecniche militari del periodo.